# Ngozi (commune)
Ngozi is een gemeente (commune) in de provincie Ngozi in Burundi.  De hoofdplaats van de gemeente draagt dezelfde naam.